# Mont (Houffalize)
Mont is een dorp in de Belgische provincie Luxemburg en een deelgemeente van de stad Houffalize. Het dorpscentrum van Mont ligt ongeveer 2,5 kilometer ten noordwesten van het stadscentrum van Houffalize. In de deelgemeente liggen nog enkele andere plaatsen, zoals Dinez, Fontenaille, Sommerain, Taverneux en Wilogne.

## Geschiedenis
Op het eind van het ancien régime werd Mont een gemeente. In 1823 werden bij gemeentelijke herindelingen in Luxemburg veel kleine gemeenten samengevoegd en de buurgemeente Sommerain en Taverneux werd bij Mont gevoegd.
Bij de gemeentelijke fusies van 1977 werd Mont een deelgemeente van Houffalize.

## Demografische ontwikkeling
- Bronnen:NIS, Opm:1831 tot en met 1970=volkstellingen

## Bezienswaardigheden

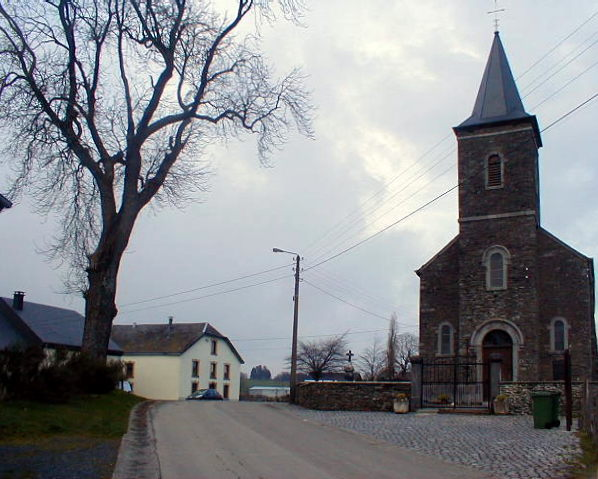
Kerk in Mont

- De Église Saint-Pierre

## Verkeer en vervoer
De deelgemeente wordt van noord naar zuid doorsneden door de snelweg A26/E25 en door de N30 tussen Luik en Bastenaken.